# Biljanovac
Biljanovac (cyr. Биљановац) – wieś w Serbii, w okręgu raskim, w gminie Raška. W 2011 roku liczyła 533 mieszkańców.